# Rhipidomys ochrogaster
Rhipidomys ochrogaster es una especie de roedor de la familia Cricetidae.

## Distribución geográfica
Se encuentra sólo en Perú. 